# Rock Dust Light Star
Rock Dust Light Star é o sétimo álbum de estúdio lançado pela banda de funk e acid jazz britânica Jamiroquai. O álbum foi lançado em 1 de Novembro de 2010, pela Universal Music/Mercury Records no Reino Unido e 24 de Abril de 2012, pela Executive Music Group nos Estados Unidos.

## Background
O álbum foi gravado no estúdio caseiro de Jay Kay em Buckinghamshire, bem como no Hook End Manor em Oxfordshire e no Karma Studios na Tailândia. O álbum foi escrito inteiramente pela banda e produzido pelos colaboradores iniciantes Charlie Russell e Brad Spence. A banda revelou que o estilo musical do novo álbum será mais centrado no funk e rock; no entanto, o vocalista Jay Kay afirmou que o tom e o estilo do álbum eram difíceis de descrever. A promoção do álbum começou em outubro de 2010, com uma entrevista coletiva envolvendo os membros da banda Jay Kay, Derrick McKenzie, Sola Akingbola, Matt Johnson, Paul Turner e Rob Harris. Eles anunciaram que o grupo faria dois shows, na Colômbia e no Brasil, para divulgar o álbum, antes de discutir planos para uma possível turnê mundial em 2011. Em uma crítica para o The Daily Telegraph, o álbum foi descrito como "empolgante, poético, substancial, reflexivo e inspirador". Para este álbum, Kay se inspirou em Rod Stewart, Roxy Music, Pink Floyd e Rolling Stones "em sua fase mais rock / disco".

## Recepção
Após o lançamento, o álbum estreou em 7º na UK Albums Chart, com vendas de cerca de 34.378 cópias. Em dezembro de 2010, o álbum vendeu 210.000 cópias em todo o mundo. Em 17 de dezembro de 2010, o álbum foi certificado com Ouro no Reino Unido por atingir vendas de 100.000 cópias. Em março de 2011, Jamiroquai anunciou planos para a especulada turnê mundial, começando com as datas em Hallenstadion em Zurique em 18 de março de 2011 e terminando com dois shows no SECC em Glasgow em 20 de abril de 2011. Em junho de 2011, outra sequência de datas da turnê foi confirmada no site da banda para junho e julho.

## Outtakes
Embora um total de 30 canções tenham sido gravadas para o álbum, de acordo com Kay, apenas 15 faixas apareceram em todas as edições do álbum. Um videoclipe do álbum, postado pouco antes do lançamento, mostrava a gravação das faixas "I've Been Working" e "Super Highway"; No entanto, nenhuma delas apareceu na lista final das faixas.  "All Mixed Up in You" apareceu como um título provisório para "Angeline", lançada como uma faixa bônus na versão deluxe do álbum. Após o álbum ser disponibilizado para pré-venda, vários sites de varejo listaram o álbum padrão contendo treze faixas, com a faixa nº 8 chamada "Your Window Is a Crazy Television". No entanto, após o álbum aparecer nas lojas, a faixa estava longe de ser vista. Em 2 de junho de 2011, uma competição começou a projetar a arte de um novo single de Jamiroquai, "Smile", um outtake de Rock Dust Light Star. Em 9 de junho, o vencedor da competição foi anunciado, e a música foi inicialmente disponibilizada para download gratuito via SoundCloud e posteriormente publicado para download gratuito em sites de jornalismo musical como Earmilk.

## Faixas
| N.º            | Título                            | Duração |  |
| 1.             | "Rock Dust Light Star"            | 4:39    |  |
| 2.             | "White Knuckle Ride"              | 3:33    |  |
| 3.             | "Smoke And Mirrors"               | 4:30    |  |
| 4.             | "All Good In The Hood"            | 3:35    |  |
| 5.             | "Hurtin"                          | 4:15    |  |
| 6.             | "Blue Skies"                      | 3:51    |  |
| 7.             | "Lifeline"                        | 4:39    |  |
| 8.             | "She's A Fast Persuader"          | 5:16    |  |
| 9.             | "Two Completely Different Things" | 4:25    |  |
| 10.            | "Goodbye To My Dancer"            | 4:06    |  |
| 11.            | "Never Gonna Be Another"          | 4:08    |  |
| 12.            | "Hey Floyd"                       | 5:09    |  |
| Duração total: | Duração total:                    | 52:06   |  |

Faixa bônus japonesa
13. "That's Not The Funk I Want" - 3:25

Deluxe Edition Bonus Track
1. "All Good In The Hood" (Versão acústica) - 3:39

1. "Angeline" (Derrick McKenzie, Jay Kay, Rob Harris) - 3:29

1. "Hang It Over" (Jay Kay, Rob Harris) - 4:50

1. "Rock Dust Light Star" (Ao Vivo) - 5:42

1. "White Knuckle Ride" (Alan Braxe Remix) - 3:17

1. "Blue Skies" (Fred Falke Remix) - 4:08